# Hedysarum angrenicum
Hedysarum angrenicum är en ärtväxtart som beskrevs av Korotkova. Hedysarum angrenicum ingår i släktet buskväpplingar, och familjen ärtväxter. Inga underarter finns listade i Catalogue of Life.